# Gotra (torrente)
Il torrente Gotra è un corso d'acqua appenninico che scorre interamente all'interno della provincia di Parma. Nasce in prossimità del Monte Gottero, non lontano dalla Foce dei tre confini, luogo di incontro fra le provincie di Parma, la Spezia e Massa Carrara, nonché delle rispettive regioni.

## Il corso del torrente
Nel suo primissimo tratto il torrente scorre su di un ripido pendio coperto da una fitta faggeta formando salti e cascatelle, quindi, presso la località Montegroppo, la pendenza diviene meno importante, il torrente perde parte della sua irruenza e il letto si fa via via sempre più largo e ciottoloso. Proprio in questo tratto il torrente, fra il contributo di numerosi rii minori, riceve le acque dei suoi affluenti principali: il torrente Lercina, in sinistra idraulica, torrenti Lecora, Gotrino e Schiena in destra idraulica presso la località Boschetto. Dopo aver bagnato Albareto il torrente prosegue la sua corsa in direzione nord sino alla confluenza con il Fiume Taro del quale rappresenta uno dei maggiori affluenti.

## Regime idrologico
Il regime idrologico è quello tipico dei torrenti appenninici, con importanti magre estive (anche se il Gotra non è mai completamente in secca) e piene autunnali impetuose che concorrono in maniera significativa alle piene del suo referente idraulico.
La portata media del Gotra è di circa 2.4 m3/s, si stima un picco di piena di circa 400 m3/s con tempo di ritorno di 20 anni.

## Curiosità
La Val Gotra fa parte della zona IGP del fungo porcino di Borgotaro e annualmente, nel primo week-end di ottobre, si svolge ad Albareto la Fiera Nazionale del Fungo porcino di Albareto.